# 統一大震旦介
統一大震旦介（学名：Sinoleberis uniformiteris）为粗面介科大震旦介屬下的一个种。